# Exechia shawi
Exechia shawi är en tvåvingeart som beskrevs av Fisher 1934. Exechia shawi ingår i släktet Exechia och familjen svampmyggor.
Artens utbredningsområde är New Hampshire. Inga underarter finns listade i Catalogue of Life.